# Łekno (jezioro)
Łekno (Łękno) (kaszb. Jezoro Łekno) – jezioro wytopiskowe położone na Pojezierzu Kaszubskim, w gminie Szemud, niedaleko Kieleńskiej Huty. Ogólna powierzchnia jeziora wynosi 7,5 ha.